# Batalla de Delebio
La batalla de Delebio fue parte de la Guerras de Lombardía. Tuvo lugar entre el 18 y 19 de noviembre de 1433, cerca de Delebio, en la Valtelina, a consecuencia de la ocupación de Brescia y el Val Camonica por los ejércitos de la República de Venecia, dirigidos por Francesco Bussone, conde de Carmagnola.

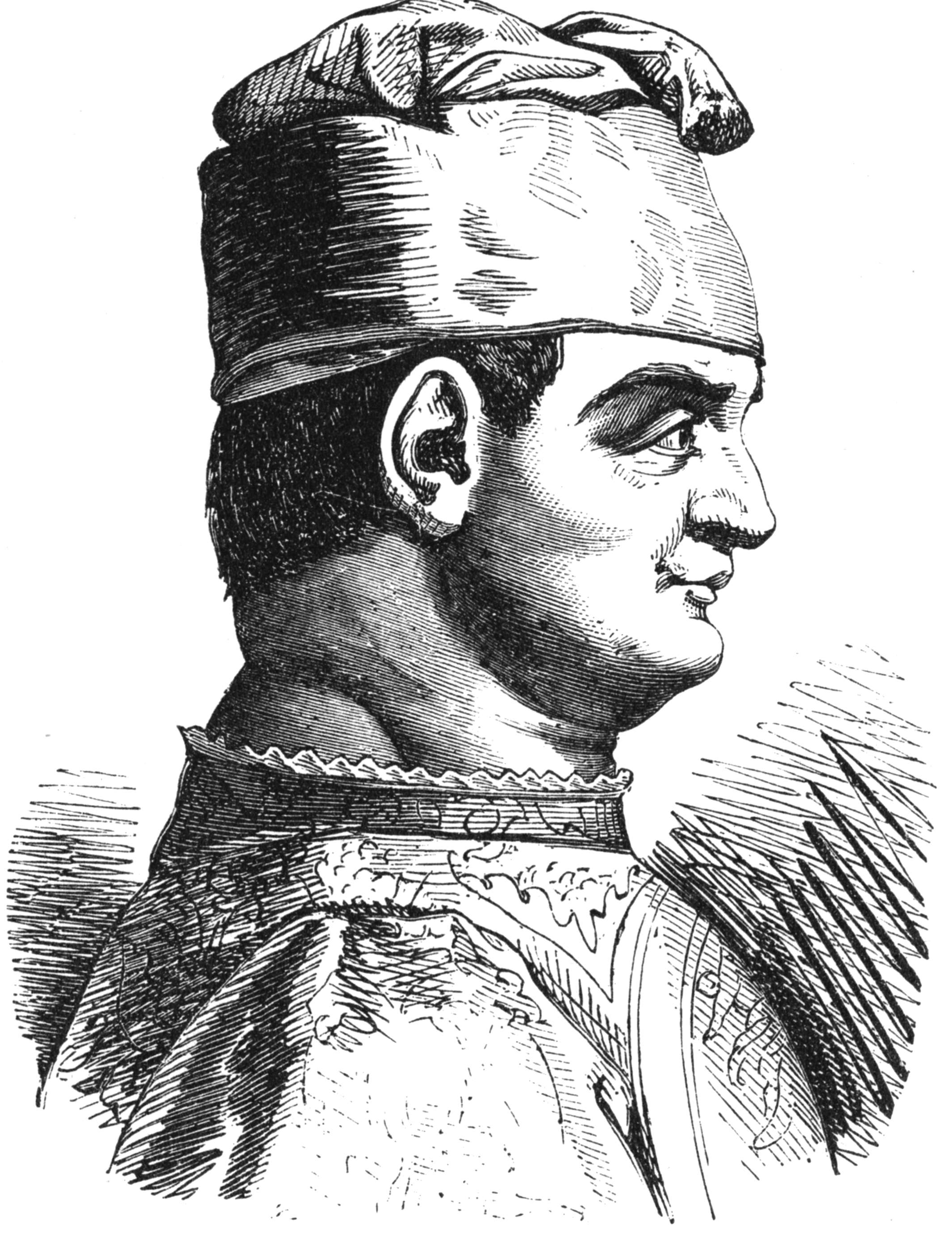
Filippo Maria Visconti, Duque de Milán.

Las tropas venecianas, bajo Giorgio Corner, habían invadido la Valtelina en 1431, con el fin de asegurar las fronteras del norte de la República de Venecia y favorecer su comercio hacia Alemania. El 18 de noviembre de 1433 el ejército de Filippo Maria Visconti, duque de Milán, con más de 400 caballos y un número indeterminado de infantería al mando del condotiero Niccolò Piccinino, marcharon junto al Lago de Como para desafiar a los venecianos. Entre los comandantes de las tropas venecianas se encontraba Bartolomeo Colleoni, que más tarde se convertiría en uno de los más famosos condotieros.
El primer choque se produjo ese mismo día, cuando los venecianos perdieron alrededor de 300 infantes al repeler un ataque por sorpresa en su campamento. A la mañana siguiente, el campamento fue atacado por el oeste por Piccinino y por los gibelinos de Valtelina por el este, capitaneados de Stefano Quadrio. Los venecianos fueron aplastados, la mayoría de sus comandantes fueron encarcelados. Las pérdidas venecianas ascendieron a 1.800 de caballería y 3.500 de infantería, con alrededor de 2.700 presos (5.000 bajas y 7.000 prisioneros según otras fuentes).
- Datos: Q2250674